# Man with a Camera
Man with a Camera (Man with a Camera) è una serie televisiva statunitense con Charles Bronson. I suoi 29 episodi furono trasmessi per la prima volta nel corso di 2 stagioni dal 1958 al 1960 sulla ABC.
È il primo vero ruolo da protagonista di Bronson (sia al cinema che in televisione) che, per quasi tutti gli anni cinquanta, aveva recitato in ruoli secondari in serie televisive e in produzioni cinematografiche.

## Trama
Mike Kovac è un fotografo free-lance di New York, specializzato nello scattare fotografie a cui gli altri fotografi e fotoreporter della città non possono arrivare. Di solito lavora per i giornali, ma non disdegna commesse per compagnie di assicurazione, per la polizia o per i privati. Spesso agisce come un detective privato e si imbatte in situazioni che coinvolgono criminali di ogni risma, casi nei quali è di supporto alla polizia.
Oltre ad una serie di macchine fotografiche per un uso normale, Kovac occulta piccole fotocamere negli accendini, in una radio, nelle sigarette e persino nella cravatta. Ha anche una camera oscura portatile nel bagagliaio della sua auto dove può sviluppare i negativi sul posto.
Il suo collegamento con la polizia è il tenente Donovan, e spesso riceve consigli da Anton Kovac, il padre immigrato.

## Personaggi
- Mike Kovac (29 episodi, 1958-1960), interpretato da Charles Bronson.
- tenente Donovan (8 episodi, 1959-1960), interpretato da James Flavin.
- Anton Kovac (7 episodi, 1958-1959), interpretato da Ludwig Stössel.
- Joe (3 episodi, 1959), interpretato da Michael Harris.
- Charlie Stokes (2 episodi, 1958-1960), interpretato da Paul Bryar.
- capo della polizia (2 episodi, 1958-1959), interpretato da Rusty Lane.

## Produzione
La serie fu prodotta da MWC e girata negli studios della Desilu a Culver City in California.

## Guest star
Numerose sono gli attori noti che si alternarono in vari ruoli nel corso delle due stagioni della serie; tra questi vi sono: Rachel Ames, Roscoe Ates, Phyllis Avery, Arthur Batanides, Steve Brodie, Sebastian Cabot, Anthony Caruso, Booth Colman, Russ Conway, Yvonne Craig, Norma Crane, Audrey Dalton, Angie Dickinson, Dolores Donlon, Don Durant, Robert Ellenstein, Bill Erwin, Frank Faylen, Virginia Field, Don Gordon, I. Stanford Jolley, Berry Kroeger, Tom Laughlin, Ruta Lee, Gavin MacLeod, Howard McNear, Jimmy Lydon, Theodore Marcuse, Dennis Patrick, John Pickard, Phillip Pine, Bert Remsen, Lee Roberts, Doris Singleton, Harry Dean Stanton, Ludwig Stössel, Lawrence Tierney, Casey Walters, Dick Wessel, Jesse White, Grant Williams.

### Registi
Tra i registi della serie sono accreditati:
- Gerald Mayer (11 episodi, 1958-1959)
- Paul Landres (9 episodi, 1959-1960)
- Gilbert Kay (3 episodi, 1959-1960)
- Gene Fowler Jr. (3 episodi, 1959)

## Distribuzione
La serie fu trasmessa negli Stati Uniti dal 1958 al 1960 sulla rete televisiva ABC. È stata poi pubblicata in DVD negli Stati Uniti dalla Laserlight Entertainment nel 1999.

## Episodi
| Stagione         | Episodi | Prima TV USA |
| ---------------- | ------- | ------------ |
| Prima stagione   | 15      | 1958-1959    |
| Seconda stagione | 14      | 1959-1960    |